# Cirrhochrista metisalis
Cirrhochrista metisalis là một loài bướm đêm trong họ Crambidae.